# Литература Ливана
Литература Ливана — совокупность литературных произведений, созданных уроженцами Ливана. Благодаря исторически сложившемуся в XX веке многоязычию населения страны, в ливанской литературе выделяется несколько направлений — арабоязычная литература, франкоязычная, англоязычная и армяноязычная (армянский является родным языком более чем 100-тысячной армянской общины Ливана).

## История

### Ливанская литература XIX — середины XX века

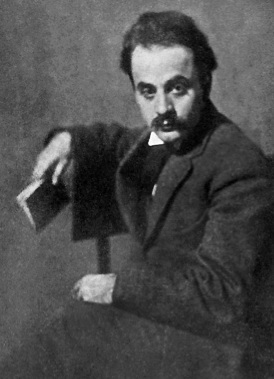
Джебран Халиль Джебран

Среди арабоязычных ливанских писателей XIX века известны Насиф аль-Язиджи (1800—1871), поборник раскрепощения женщины Ахмед Фарис аш-Шидьяк (1804—1887), педагог и энциклопедист Бутрус аль-Бустани (1819—1883), драматурги Марун Наккаш (1817—1855), Адиб Исхак (1856—1885) и другие. Проникнутые антифеодальными и просветительскими идеями, ливанская поэзия и проза 2-й половины XIX — начала XX веков были ещё тесно связаны с традициями арабской классической словесности: публицистический роман «Повествование о Фариаке» (1855) аш-Шидьяка, сборник макам «Собрание двух морей» (1856) и диваны стихов Насыфа аль-Языджи. Основоположниками жанра ливанского исторического романа стали эмигрировавшие в конце XIX века в Египет Джирджи Зейдан (1861—1914), Фарах Антун (1874—1922) и Якуб Сарруф (1852—1927).
Незадолго до первой мировой войны начался новый этап в развитии ливанской литературы, ознаменовавшийся отходом от традиционных форм, утверждением романтизма в поэзии и критического реализма в прозе. Он связан прежде всего с творчеством англоязычных писателей-выходцев из Ливана Джебрана Халиля Джебрана и Амина ар-Рейхани. Халилю Джебрану (1883—1931) принадлежат повесть «Сломанные крылья» (1912), сборник песен «Слеза и улыбка» (1914), сборник рассказов «Бури» (1920). Амин ар-Рейхани (1876—1940) известен своими романами «Вне гарема» (1917) и «Лилия дна». Участником созданного этими писателями в 1920 в США литературного объединения «Ассоциация пера» был Михаил Нуайме (1889—1988) (пьеса «Отцы и дети» (1918), сборник рассказов «Было — не было», 1937), в критических статьях которого ощущается влияние В. Г. Белинского.
Превращение Ливана в 1920 в подмандатную территорию Франции разрушило надежды ливанского народа на обретение национальной независимости и породило пессимистические настроения в творчестве многих писателей. В ливанской литературе 1920—30-х гг. усилилось влияние французского символизма: Адиб Мазхар, Юсеф Гасуб и др. Популярными стали стихи Бишара эль-Хури (публиковался под псевдонимом «аль-Ахталь ас-Сагир»), в которых он призывал к социальной справедливости и борьбе с чужеземными угнетателями, Саида Акля (р. 1911), а также романтика Ильяса Абу Шабака (сборник стихов «Змеи рая»). Складывается революционно-демократическое направление, углубляется критика социального неравенства. Заметный вклад в развитие реалистической литературы внесли Омар Фахури (1896—1946), Тауфик Юсеф Аввад.

### Литература независимого Ливана
В годы второй мировой войны и особенно после обретения Ливаном независимости в 1943 прогрессивные писатели страны группировались вокруг основанного Омаром Фахури, Антуаном Табетом и Раифом аль-Хури общественно-политического журнала «Ат-Тарик» («Путь»). Ведущими темами ливанской публицистики и литературы становится борьба против фашизма, колониализма, критика социальной несправедливости.
Тяжёлому положению феллахов и судьбе ливанской молодёжи посвящены рассказы сборников «Карлики-богатыри» (1948) и «Чернила на бумаге» (1957) писателя и филолога Маруна Аббуда (1886—1962). Сложные процессы социальной и политической жизни арабских стран получили отражение в повестях «Жрецы храма» (1952, русский перевод 1955) и «Могучий Убейд» (1955) Жоржа Ханны (1893—1969). Героями новелл Мухаммеда Дакруба (р. 1929) стали представители рабочего класса (сб. «Длинная улица», 1954). В произведениях Амина Нахле (1901— 976) нашли отражение нравы жителей сел и городов Ливана. 
Видное место в культурной жизни с 1950-х годов заняли переводы западноевропейских и американских авторов, а также русских и советских писателей — М. Горького, М. А. Шолохова, И. Г. Эренбурга, К. М. Симонова и других. Поэт Радван аш-Шаххаль в 1950 создал поэму «Ленин» (русский перевод 1961).
В 1960-х гг. в ливанскую литературу пришли Мухаммед Айтани, Гасан Канафани, Эдуард Бустани и другие, проза которых обращена к социальным и политическим проблемам современной ливанской действительности. Влияние западноевропейской модернистской литературы и философии экзистенциализма прослеживается в произведениях Суйхеля Идриса, Лейли Баальбеки, Лейли Асаран, Жоржа Ганема, Али Ахмеда Сайда, Юсуфа Юнеса. Особое место занимает поэзия Вадиха Сааде (р.1948).
Живущий во Франции писатель ливанского происхождения Амин Маалуф стал лауреатом Гонкуровской премии 1993 года и членом Французской Академии.